# Tula (Tamaulipas)
Tula è una municipalità dello stato di Tamaulipas, nel Messico centrale, capoluogo della omonima municipalità.
Conta 27.572 abitanti (2010) e ha una estensione di 3.082,69 km².